# Anthelephila similis
Anthelephila similis es una especie de coleóptero de la familia Anthicidae.

## Distribución geográfica
Habita en Sumatra (Indonesia).